# Allium deciduum
Allium deciduum — вид трав'янистих рослин родини амарилісові (Amaryllidaceae), ендемік Туреччини.

## Поширення
Ендемік Туреччини (південний захід).